# 몬스터 (만화)
《몬스터》(モンスター, MONSTER)는 우라사와 나오키의 만화이다. 1994년부터 2001년까지 연재했으며 18권의 단행본으로 출판되었다.
2004년 TV 시리즈 애니메이션이 제작되었으며, 대한민국에서는 투니버스에서 2005년 10월 14일 밤 12시에 한국어 더빙으로 첫 방송을 시작한 이후, 2006년 6월 24일 새벽에 종영하였다.
미국 HBO를 통해 기예르모 델 토로 감독이 TV 시리즈 드라마를 계획중이다.

## 줄거리
켄조 텐마(Kenzo Tenma, 天馬賢三)는 1980년대 독일 뒤셀도르프의 아이슬러 기념병원에서 일하는 젊은 일본인 뇌외과의로, 천재적인 의술과 병원장 하이네만의 도움을 바탕으로 출세의 길을 걷고 있었다. 그러나 텐마는 한 터키인 노동자의 죽음을 계기로 병원이 환자들의 목숨을 평등하게 대하지 않는다는 실망감을 느끼게 된다. 어느 날, 일가족 살해사건에서 살아남은 소년 요한과 그의 여동생 안나가 병원으로 실려오게 되는데, 텐마는 인간의 생명에는 경중이 없다는 자신의 신념에 따라 행동하기로 결심하고 더 나중에 실려온 뒤셀도르프 시장을 먼저 치료하라는 말을 거부한 채 머리에 총상을 입은 요한의 수술을 집도한다. 결국 요한은 목숨을 건지게 되나 시장은 사망하고, 텐마는 병원 내에서 지위와 병원장의 딸인 에바와의 관계를 잃게 된다. 얼마 후, 요한과 안나가 갑자기 사라지고, 병원장을 포함하여 텐마와 사이가 좋지 않던 병원 관계자들이 살해당하는 사건이 일어난다. 경찰은 텐마를 범인으로 의심하나 증거가 없었으며 결국 사건은 미해결로 남게 된다.
9년 후, 아이슬러 기념 병원의 외과부장직까지 승진한 텐마에게 아돌프 융커스라는 범죄자가 실려오게 되는데, 융커스는 "몬스터"가 온다는 말을 하며 두려워 하는 모습을 보인다. 융커스를 따뜻하게 대하던 텐마는 그가 병원에서 나와 도망치는 것을 발견하고 한 건설 중인 건물까지 그를 따라간다. 텐마는 융커스를 총으로 겨누고 있는 9년 전 갑자기 사라진 소년 요한을 발견한다. 요한은 절규하는 융커스를 총으로 쏘아 죽이고, '자신을 살려준' 텐마를 죽일 수 없다며 담담하게 걸어나간다.
사건 이후, 연방범죄수사청의 룽게 경감은 텐마를 연쇄 살인 사건의 범인으로 믿고 감시하게 된다. 텐마는 계속해서 요한에 대한 정보를 찾기 위해 노력하고, 요한의 여동생 안나가 기억을 거의 잃은 채로 하이델베르크의 한 가정에 입양된 후 "니나"라는 이름으로 평화로운 대학생활을 보내고 있다는 것을 알게 된다. 한편, 안나에게는 어릴 적의 사건으로 인한 악몽이 계속해서 등장하고, 어느 날 의문의 남자에게 곧 만나러 간다는 이메일을 받게 된다. 텐마는 이메일의 내용에 따라 하이델베르크 성에서 의문의 남자를 기다리던 안나를 찾아가 요한으로부터 보호하려 하지만 그녀의 양부모는 텐마를 도와준 신문사 직원과 함께 이미 살해당한 뒤였고, 결국 텐마는 경찰로부터 도망다니는 상황에 처한다. 텐마는 자신이 요한을 살려줌으로써 수많은 사건들을 일어나게 한 '실수'를 책임지기 위해 요한을 죽이겠다 다짐하고 그의 정체를 쫓는다. 그리고 그 배후에 숨겨진 거대한 음모와 진실들이 서서히 드러난다.

## 애니메이션 방영목록
본 방영 목록은 대한민국에서 방영한 버전에 따라 기재되어 있다.
| 순번 | 화수          | 제목                            | 원제                   |
| ---- | ------------- | ------------------------------- | ---------------------- |
| 1    | CHAPTER 1     | 헤르 닥터 덴마 (Herr Dr. Tenma) | ヘルDr. テンマ         |
| 2    | CHAPTER 2     | 전락                            | 転落                   |
| 3    | CHAPTER 3     | 살인사건                        | 殺人事件               |
| 4    | CHAPTER 4     | 처형의 밤                       | 処刑の夜               |
| 5    | CHAPTER 5     | 하이델베르크의 소녀             | ハイデルベルクの少女   |
| 6    | CHAPTER 6     | 실종사건                        | 失踪記事               |
| 7    | CHAPTER 7     | 저택의 참극                     | 惨劇の館               |
| 8    | CHAPTER 8     | 쫓기는 자                       | 追われる身             |
| 9    | CHAPTER 9     | 노병과 소녀                     | 老兵と少女             |
| 10   | CHAPTER 10    | 지워진 과거                     | 消された過去           |
| 11   | CHAPTER 11    | 511 킨더하임                    | 511キンダーハイム      |
| 12   | CHAPTER 12    | 하찮은 실험                     | ささやかな実験         |
| 13   | CHAPTER 13    | 페트라와 슈만                   | ペトラとシューマン     |
| 14   | CHAPTER 14    | 남겨진 남자, 남겨진 여자        | 残された男・残された女 |
| 15   | CHAPTER 15    | BE MY BABY                      | ビー・マイ・ベイビー   |
| 16   | CHAPTER 16    | 볼프의 고백                     | ヴォルフの告白         |
| 17   | CHAPTER 17    | 재회                            | 再会                   |
| 18   | CHAPTER 18    | 설탕 다섯 스푼                  | 五杯目の砂糖           |
| 19   | CHAPTER 19    | 괴물의 심연                     | 怪物の深淵             |
| 20   | CHAPTER 20    | 프라이하임으로 가는 길          | フライハムへの旅       |
| 21   | CHAPTER 21    | 행복한 휴일                     | 幸せな休日             |
| 22   | CHAPTER 22    | 룽게의 덫                       | ルンゲの罠             |
| 23   | CHAPTER 23    | 에바의 고백                     | エヴァの告白           |
| 24   | CHAPTER 24    | 남자들의 식탁                   | 男達の食卓             |
| 25   | CHAPTER 25    | 목요일의 청년                   | 木曜日の青年           |
| 26   | CHAPTER 26    | 비밀의 숲                       | 秘密の森               |
| 27   | CHAPTER 27    | 증거물                          | 証拠の品               |
| 28   | CHAPTER 28    | 하나의 사건                     | ただ一つの事件         |
| 29   | CHAPTER 29    | 처형                            | 処刑                   |
| 30   | CHAPTER 30    | 어떤 결심                       | ある決意               |
| 31   | CHAPTER 31    | 훤한 대낮에                     | 白日の下へ             |
| 32   | CHAPTER 32    | 성역                            | 聖域                   |
| 33   | CHAPTER 33    | 어린 아이의 정경                | 子供の情景             |
| 34   | CHAPTER 34    | 어둠의 끝                       | 闇の果て               |
| 35   | CHAPTER 35    | 이름 없는 영웅                  | 名なしのヒーロー       |
| 36   | CHAPTER 36    | 혼돈의 괴물                     | 混沌の怪物             |
| 37   | CHAPTER 37    | 이름 없는 괴물                  | なまえのないかいぶつ   |
| 38   | CHAPTER 38    | 내 눈 속의 악마                 | 我が目の悪魔           |
| 39   | CHAPTER 39    | 눈 속에 비친 지옥               | 目の中の地獄           |
| 40   | CHAPTER 40    | 그리머                          | グリマー               |
| 41   | CHAPTER 41    | 511의 망령                      | 511の亡霊              |
| 42   | CHAPTER 42    | 초인 슈타이너의 모험            | 超人シュタイナーの冒険 |
| 43   | CHAPTER 43    | 스쿠 형사                       | スーク刑事             |
| 44   | CHAPTER 44    | 두 개의 어둠                    | 二つの闇               |
| 45   | CHAPTER 45    | 괴물의 잔상                     | 怪物の残像             |
| 46   | CHAPTER 46    | 접점                            | 接点                   |
| 47   | CHAPTER 47    | 악몽의 문                       | 悪魔の扉               |
| 48   | CHAPTER 48    | 제일 무서운 것                  | 一番怖いもの           |
| 49   | CHAPTER 49    | 가장 잔인한 일                  | 一番残酷なこと         |
| 50   | CHAPTER 50    | 장미의 저택                     | バラの屋敷             |
| 51   | CHAPTER 51    | 괴물의 러브 레터                | 怪物のラブレター       |
| 52   | CHAPTER 52    | 변호사                          | 脱獄囚・弁護士         |
| 53   | CHAPTER 53    | 결심                            | 決意                   |
| 54   | CHAPTER 54    | 탈출                            | 脱走                   |
| 55   | CHAPTER 55    | 402호실                         | ４０２号室             |
| 56   | CHAPTER 56    | 끝나지 않는 여행                | 終わらない旅           |
| 57   | CHAPTER 57    | 그날 밤                         | あの日の夜             |
| 58   | CHAPTER 58    | 내키지 않는 일                  | いやな仕事             |
| 59   | CHAPTER 59    | 악마를 본 남자                  | 悪魔を見た男           |
| 60   | CHAPTER 60    | 너무 많은 것을 알아버린 남자    | 知りすぎた男           |
| 61   | CHAPTER 61    | 기억의 방                       | 記憶の扉               |
| 62   | CHAPTER 62    | 즐거운 식탁                     | 楽しい食卓             |
| 63   | CHAPTER 63    | 무관한 살인                     | 無関係な殺人           |
| 64   | CHAPTER 64    | 갓난 아기의 공포                | 赤ん坊の憂鬱           |
| 65   | CHAPTER 65    | 요한의 발자취                   | ヨハンの足跡           |
| 66   | CHAPTER 66    | 어서 와                         | おかえり               |
| 67   | CHAPTER 67    | 나 왔어                         | ただいま               |
| 68   | CHAPTER 68    | 루엔하임                        | ルーエンハイム         |
| 69   | CHAPTER 69    | 안식처                          | 安らぎの家             |
| 70   | CHAPTER 70    | 살육의 마을                     | 殺戮の町               |
| 71   | CHAPTER 71    | 초인 슈타이너의 분노            | 超人シュタイナーの怒り |
| 72   | CHAPTER 72    | 이름 없는 남자                  | 名前のない男           |
| 73   | CHAPTER 73    | 최후의 풍경                     | 終わりの風景           |
| 74   | FINAL CHAPTER | 진짜 괴물                       | 本当の怪物             |

## 등장인물
겐조 텐마
성우 : 키우치 히데노부 / 구자형
요한 리베르트
성우 : 사사키 노조무 / 신용우
안나 리베르트(니나 폴트너)
성우 : 노토 마미코 / 이현진
하인리히 룽게 경감
성우 : 이소베 츠토무 / 강구한
디터
성우 : 타케우치 쥰코 / 정혜옥
에바 하이네만
성우 : 코야마 마미 / 이명선

## 한국어 더빙 제작진
목소리 출연
- 구자형 - 겐조 덴마 役
- 신용우 - 요한 리베르트 役
- 이현진 - 니나 포르트너(안나 리베르트) / 어린 요한 役
- 강구한 - 하인리히 룽게 경감 役
- 이명선 - 에바 하이네만 役
- 오인성 - 볼프강 그리머 役
- 손종환 - 로베르트 役
- 김세한 - 클라우스 포페(프란츠 보나파르트) 役
- 손정아 - 쌍둥이 엄마 役
- 정혜옥 - 디터 役
- 유강진 - 라이히와인 박사 役
- 이종혁 - 루디 길렌 박사 役
- 김기현 - 한스 게오르그 슈발트 役
- 김장 - 카알 노이먼 役
- 이자명 - 로테 프랑크 役
- 성완경 - 프리츠 바데만 변호사 役
- 최재호 - 얀 스쿠 형사 役
- 김소형 - 오토 헤켈 役
- 조동희 - 갓난 아기 役
- 설영범 - 페트르 차페크 役
- 황일청 - 헬무트 볼프 장군 役
- 정명준 - 크리스토프 지바니히 役
- 이종구 - 에곤 바이스바하 경감 役
- 권혁수 - 베커 役
- 방성준 - 아돌프 융켈스 役
- 강희선 - 말고트 랭거 役
- 장광 - 리하르트 브라운 役
- 이재용 - 마르틴 레스트 役
- 온영삼 - 하이네만 원장 役 (CHAPTER 1~3)
- 김익태 - 보이어 役 (CHAPTER 1~3)
- 이주창 - 아이젠 役 (CHAPTER 1~3)
- 박만영 - 오펜하임 외과 과장 役 (CHAPTER 1~3)
- 최문자 - 터키 여인 役 (CHAPTER 1)
- 탁원제 - 노인 役 (CHAPTER 5)
- 이향숙 - 니나 엄마 役 (CHAPTER 5~6)
- 이윤선 - 니나 아빠 役 (CHAPTER 5~6)
- 이봉준 - 크로네커 교수 役 (CHAPTER 5)
- 장승길 - 야콥 마우라 기자 役 (CHAPTER 6)
- 김광국 - 페터 役 (CHAPTER 5)
- 한신정 - 클라라 役 (CHAPTER 5)
- 박영화 - 메스너 형사 役 / 헤스 役
- 故 김관진 - 뮤러 형사 役
- 신성호 - 휴고 베른하르트 役 (CHAPTER 9)
- 이병식 - 막스 役 (CHAPTER 10)
- 최준영 - 카알 役 (CHAPTER 10)
- 서윤선 - 남자 役 (CHAPTER 10)
- 故 김병관 - 하르트만 役 (CHAPTER 11~12)
- 최성우 - 에르나 티체 役 (CHAPTER 11~12)
- 노민 - 슈만 박사 役 (CHAPTER 13)
- 안경진 - 페트라 役 (CHAPTER 13)
- 김기철 - 하인츠 役 (CHAPTER 13)
- 황윤걸 - 민타크 役 (CHAPTER 14)
- 류점희 - 룽게 딸 役 (CHAPTER 14)
- 김정은 - 정원사 役 (CHAPTER 14)
- 한상혁 - 게데리츠 교수 役 (CHAPTER 15)
- 김효선 - 터키 여자 役 (CHAPTER 15~17)
- 윤여진 - 아이쉐 役 (CHAPTER 15~16)
- 정승욱 - 볼프 부하 役 (CHAPTER 16)
- 故 이병욱 - 방화범 役 (CHAPTER 17)
- 한상덕 - 롯소 役 (CHAPTER 18)
- 시영준 - 페터 유르겐스 役 (CHAPTER 19)
- 김태훈 - 존스 役 (CHAPTER 20)
- 임수아 - 레이어 役 (CHAPTER 20)
- 김강산 - 탐정 役 (CHAPTER 21)
- 김선혜 - 바바라 役 (CHAPTER 21)
- 박경혜 - 프리츠 役 (CHAPTER 21)
- 김영훈 - 키퍼 기자 役 (CHAPTER 22)
- 홍승표 - 지벨 役 (CHAPTER 22)
- 윤기황 - 남자 役 (CHAPTER 24)
- 성선녀 - 가짜 말고트 랭거(붉은 힌덴부르크/푸른 소피) 役 (CHAPTER 25,26,34)
- 안장혁 - 마르틴 형사 役 (CHAPTER 26,29)
- 장성호 - 쿤츠 役 (CHAPTER 26,33,36)
- 이의선 - 린트너 役 (CHAPTER 27)
- 김나연 - 리하르트 전처 役 (CHAPTER 27)
- 기연호 - 리베르트 役 (CHAPTER 29)
- 성병숙 - 리베르트 부인 役 (CHAPTER 29) / 메레스 役
- 문영래 - 브로커 役 (CHAPTER 31~32)
- 정기항 - 노인 役 (CHAPTER 32)
- 정선혜 - 마르틴 役 (CHAPTER 33)
- 전숙경 - 마르틴 엄마 役 (CHAPTER 33)
- 故 김태연 - 게르만 役 (CHAPTER 33,37~38)
- 여민정 - 룬 役 (CHAPTER 34)
- 김용준 - 살인범 役 (CHAPTER 35)
- 이장우 - 카우프만 형사 役 (CHAPTER 36,39)
- 김명수 - 갈브레히트 원장 役 (CHAPTER 40)
- 김정호 - 미하일 이바노비치 페드로프 役 (CHAPTER 41)
- 민응식 - 필립 제만 경감 役 (CHAPTER 42)
- 김태웅 - 프라하 경찰서장 役 (CHAPTER 43)
- 서윤석 - 파테라 형사 役 (CHAPTER 43)
- 윤세웅 - 야나체크 형사 役 (CHAPTER 43)
- 이상헌 - 스쿠 친구 役 (CHAPTER 43)
- 윤병화 - 프라하 경찰서장 役 (CHAPTER 45,48)
- 이상범 - 잔더 형사 役 (CHAPTER 45)
- 이영주 - 스쿠 어머니 役 (CHAPTER 46,48)
- 김무규 - 신문기자 役 (CHAPTER 46)
- 안종국 - 카렐 랑케 대령 役 (CHAPTER 47~48)
- 이지영 - 밀로시 役 (CHAPTER 49~50)
- 박태호 - 조바크 役 (CHAPTER 50)
- 故 김영민 - 군타 미르히 役 (CHAPTER 52~54)
- 탁재인 - 재판관 役 (CHAPTER 52)
- 조경모 - 취조관 役 (CHAPTER 52,53)
- 서문석 - 간수 役 (CHAPTER 52~54)
- 정남 - 바데만 부인 役 (CHAPTER 52)
- 故 김호성 - 구스타프 役 (CHAPTER 54)
- 전혜수 - 헤레네 役 (CHAPTER 54)
- 손원일 - 리프스키 役 (CHAPTER 56~57)
- 이호인 - 리베르트 役 (CHAPTER 57)
- 이진화 - 리베르트 부인 役 (CHAPTER 57)
- 이장원 - 로비 役 (CHAPTER 58~60)
- 채의진 - 어린 마르틴 / 에다 役 (CHAPTER 58~60)
- 기영도 - 청소원 役 (CHAPTER 60)
- 김용식 - 밀란 콜라슈 役 (CHAPTER 62)
- 한채언 - 어린 밀란 役(CHAPTER 62)
- 이윤연 - 라인하르트 딩어 役 (CHAPTER 63)
- 송준석 - 살인범 役 (CHAPTER 63)
- 최한 - 경호원 1 役 (CHAPTER 64~67)
- 최석필 - 경호원 2 役 (CHAPTER 64)
- 이동은 - 쇼걸 役 (CHAPTER 64)
- 차명화 - 어린 크리스토프 役 (CHAPTER 65)
- 양석정 - 쌍둥이 아빠 役 (CHAPTER 66)
- 황원 - 헤니히 役 (CHAPTER 68~73)
- 박은숙 - 프랑카 役 (CHAPTER 68~73)
- 양정화 - 빔 크나토프 役 (CHAPTER 68~73)
- 최재익 - 헬베르트 크나토프 役 (CHAPTER 68~73)
- 윤미나 - 엘자 役 (CHAPTER 68~71)
- 김규식 - 노인 役 (CHAPTER 68~71)
- 최옥희 - 노부인 役 (CHAPTER 68~71)
- 이근욱 - 콘라트 役 (CHAPTER 68)
- 故 나수란 - 힐만 役 (CHAPTER 68)
- 이원준 - 경찰 役 (CHAPTER 68~69)
- 이인성 - 마니아 役 (CHAPTER 69)
- 김현심 - 어린 그리머 役 (CHAPTER 71)
- 김기흥
- 이용신
- 정유미
- 주자영
- 현경수
- 홍범기
- 김보영
- 김영찬
- 김현지
- 박성태
- 안영미
- 이소은
- 이호산
- 최승훈
- 최지훈

우리말 제작
- 의학용어 감수: 박수연 (21세기 연세클리닉 원장)
- 체코어 감수: 김혜선 (CHAPTER 42,46)
- 그래픽: 장우신
- 종합편집: 이지혜, 장성준 (CHAPTER 22~24)
- 번역: 윤희선
- 녹음: 최진기 (CHAPTER 1~3)
- 녹음/믹싱: 전문성
- 우리말 연출: 신동식